# すぽコン! SPORTSWEAR COMPLEX
『すぽコン! SPORTSWEAR COMPLEX』（すぽコン! スポーツウェア コンプレックス）は、2012年7月27日にアストロノーツ・アリアより発売された18禁のPC用アダルトゲーム。2013年2月1日よりDL版も販売されている。

## ストーリー
かつて学生時代にスポーツの各分野で成績を残し、「天才」と呼ばれた主人公・辻井達哉は、自身が後進を育てるための教師として活躍しようと決意し、自身の人生に大きく影響を与えてくれた恩師が勧める「上勝学園」で本格的に活動を始めようとする。上勝学園は運動会系の進学校であり、好成績を収めた部は厚遇されることから、達哉を顧問に迎えようと各部は勧誘に躍起になっており、様々な手を使って達哉を勧誘しようとするのだった。

## 登場人物

### 主要人物
辻井 達哉（つじい たつや）
主人公。学生時代はあらゆるスポーツ分野で成績を収め、「天才」と呼ばれたアスリート。だが「器用貧乏」であったため、1つの分野に集中することができなく、プロとして活躍できなかったが、恩師である大介の影響で後進を育てることを決意し、教師になった。
顔立ちは良く女性にモテるタイプだが真面目で熱心な性格で、学生時代よりスポーツ一筋だったため女性に対して意識したことがなく、相手の気持ちに気付いてやれない朴念仁な所がある。
当然それまで童貞だったが、香津美になし崩しに童貞を奪われ、さらに大介とその妻との馴初めを聞いた上でアドバイスを受け、女性と真剣に向き合うことを考えるようになる。
篠原 香津美（しのはら かつみ）
声：ももぞの薫
水泳部部長で上勝学園生徒会長。一見何を考えてるのか分からない性格をしているが人一倍責任感があり、全校生徒からの支持が厚く、自身もそのことを誇りに思っている。
達哉を水泳部に引き入れようと色仕掛けを使い、彼の童貞を奪うと同時に自身の処女を捧げた。
寺島 円（てらしま まどか）
声：鈴谷まや
達哉が上勝学園に赴任する前の高校で指導していた教え子で、小さいころから弓道を嗜んでおり、全国ベスト8の実力を持つ。上勝学園でも弓道部に所属する。実家が偶然にも上勝学園の近くの神社で、居候することになる達哉と同居している。
自身に熱心に指導してくれた達哉に恋慕を抱き、達哉の転勤に付いていく形で上勝学園に転校してきた。後に達哉が香津美と性行していたことを知り、自身も衝動的に達哉に処女を捧げた。
アンナ・ベルモンド
声：草柳順子
チアリーディング部所属で、両親がアメリカ人の生粋のアメリカ人。日本で生まれ育ったため日本語がペラペラで、もちろん英語もペラペラ。アメリカンな積極的な性格で、達哉を一目見て気に入り、顧問という口実で達哉を引き入れようと、そのグラマラスな肢体を使って色仕掛けを仕掛ける。
新庄 ゆかり（しんじょう ゆかり）
声：渋谷ひめ
新体操部所属。実力はあるものの、内向的で上がりやすい性格の持ち主であり、その性格のため大会で想うように実力が発揮できずに悩んでいる。
新体操部一の豊満な身体をしており、達哉を引き込もうと新体操部員の全会一致で、本人の意志とは無関係に色仕掛け担当になった。
白戸 兎（しろと うさぎ）
声：沢代りず
テニス部所属。努力を惜しまない実力派で、その努力でエースと呼ばれるに相応しい実力を持つ。「兎」と呼ばれるのを嫌がる。アンナとは話の合う親友の仲。
当初は自身の努力で勝利を掴むものと達哉の勧誘には消極的だったが、達哉の正確な指摘を認め、テニス部員の成長のためと勧誘をすることとなる。

### その他の人物
鏑木 大介（かぶらぎ だいすけ）
達哉の学生時代の恩師。達哉の才能を向上させ、教師の道を指し示してくれた「人生の恩師」として尊敬している。上勝学園でも教師を務める傍ら生徒の指導にも熱心なことから全校生徒から人気がある。
既婚者で、妻は上勝学園の教え子だったことから、女生徒とのことで悩む達哉に「人生の先輩」として色々とアドバイスをする。
寺島 弦斎（てらしま げんさい）
達哉と円が下宿する「寺島神社」の神主で円の祖父。
達哉のことを円の嫁に相応しい男だと気に入り、時折達哉に円との縁談を持ちかける。
ジーン・ベルモンド
アンナの父親でアメリカ人。元アメリカンフットボールの名選手で体格が良い。大の日本贔屓で引退と同時に妻・エルザと日本へ帰化してアンナをもうけた。豪快な性格の持ち主でボディ・ランゲージも豪快。
エルザ・ベルモンド
アンナの母親でアメリカ人。元チアリーダーで、アンナも母親の影響を受けてチアリーディングを目指した。夫・ジーンとは試合を通して熱烈な恋愛をして結婚した。ジーン同様大の日本贔屓で日本に帰化しているが、仕事の都合で半年はアメリカに居る。
新山 彩花（にやま さいか）
上勝学園の近くにある「安岡学園」のテニス部部員。兎とは性格は似ているが、プレー・スタイルはパワー型の兎とは正反対の技術派であり、兎とはライバル関係で練習試合などで度々勝負する。

## スタッフ
- キャラクターデザイン・原画 - 丸新
- シナリオ - ヤマガミユウ、ひらいでらく、来夢みんと、すまっしゅぱんだ

## 主題歌
オープニング主題歌「Jet Loser」
作詞 - kato.yoshihal / 作曲 - Taishi / 歌 - Rita
エンディング主題歌「One Summer」
作詞 - kato.yoshihal / 作曲 - Taishi / 歌 - SHIHO

## アダルトアニメ
- 『すぽコン! SPORTSWEAR COMPLEX 上巻 アスリートボディのゆ・う・わ・く♥』（2014年9月26日発売[2]）
- 『すぽコン! SPORTSWEAR COMPLEX 下巻 決着!?コーチ争奪戦』（2014年10月31日発売[3]）